# Галио
Га̀лио (на италиански: Gallio; на венециански: Gałio, Галио, на местен диалект: Ghel, Гел) е село и община в Северна Италия, провинция Виченца, регион Венето. Разположено е на 1093 m надморска височина. Населението на общината е 2396 души (към 2015 г.).